# Forêt refuge du Lac-Matapédia
Pour les articles homonymes, voir Matapédia.
La forêt refuge du Lac-Matapédia est une aire protégée canadienne située dans l'Est du Québec, précisément à Lac-Matapédia dans le Bas-Saint-Laurent, protégeant trois populations de calypso (Calypso bulbosa), une orchidée susceptible d'être désignée menacée ou vulnérable au Québec.

## Toponymie
La forêt refuge tient son nom du lac Matapédia, qui est la source de la rivière Matapédia. « Matapédia » provient du micmac matapegiag et signifierait la rivière se sépare en plusieurs branches ou jonction de rivières; de mata, jonction et pegiag, rivière.

## Géographie
La forêt est située sur le versant sud du fleuve Saint-Laurent dans la vallée de la Matapédia à 400 km au nord-est de Québec et à 350 km à l'ouest de Gaspé. Elle est située dans la municipalité régionale de comté de La Matapédia à 14 km au nord-ouest de son chef-lieu, Amqui. La forêt est située dans le territoire non organisé du Lac-Matapédia dans la région administrative du Bas-Saint-Laurent. Elle est située dans la seigneurie du Lac-Matapédia et est adjacente au parc régional homonyme.
Le territoire de la forêt est divisé en deux aires de taille équivalente située des deux côtés du cap Pioui, une colline au nord-ouest du lac Matapédia.
Le relief de la forêt est peu élevé et se situe entre 160 et 230 m environ. Elle est entièrement comprise dans le bassin hydrographique du lac Matapédia et ne comprend que quelques ruisseaux dont seul le ruisseau de la Baie-à-Zénon est nommé.
Le sous-sol est composé de roches sédimentaires (shale, grès, calcaire et conglomérat).  Elles datent du Cambrien et de l'Ordovicien soit entre 525 et 448 millions d'années.

## Histoire
La forêt refuge a été créée le 2 avril 2008 par un décret ministériel en même temps que 22 autres écosystèmes forestiers exceptionnels.

## Milieu naturel
La forêt fait partie de l'écorégion des Appalaches dans l'écozone Maritime de l'Atlantique du cadre écologique national du Canada.
La forêt est composée d'une cédrière humide à sapin, c'est-à-dire une forêt dominée par le thuya occidental  accompagné de sapin baumier. La cédrière est aussi accompagnée dans une moindre mesure d'épinette noire.  Il s'agit de l'un des derniers milieux humides, dominé par le thuya occidental et situé sur calcaire du Bas-Saint-Laurent.